# 馮景隆
馮景隆（1549年—？），字叔熙，浙江紹興府山陰縣（今浙江省紹興市）人，匠籍，明朝政治人物。

## 生平
萬曆四年丙子科浙江乡试第五十六名舉人，五年（1577年）丁丑科會試第一百九十三名，三甲第二名进士。授太常寺博士，万历十年（1582年）六月选授南京工科給事中。曾经鸣冤趙世卿案，并論救御史魏允貞，萬曆十一年九月弹劾辽东总兵李成梁，以轻率妄言，被调外任。贬蓟州判官，十三年三月升任南阳府推官。歷升吏部稽勋司主事、江西副使。万历二十一年（1593年）十月升任陝西左參政、分守关内道。

## 家族
曾祖父馮鈺；祖父馮吉；父馮一麟，母馬氏，继母劉氏。重庆下。從兄馮應鳳（贡士）。弟馮道隆。